# Ашраф, Раджа Первез
Раджа Первез Ашраф (англ. Raja Pervaiz Ashraf), (урду راجہ پرویز اشرف‎; род. 26 декабря 1950, Сангхар) — пакистанский государственный деятель. С 22 июня 2012 по 17 марта 2013 года являлся премьер-министром Пакистана. С 16 апреля 2022 по 1 марта 2024 года являлся спикером национальной ассамблеи Пакистана.

## Биография
Родился 26 декабря 1950 года в небольшом городе Сангхаре, провинция Синд. В 1970 году получил степень бакалавра в области бизнеса и сельского хозяйства окончив Университет Синда. Долгое время был генеральным секретарём Пакистанской народной партии.
С 2008 по 2011 год Раджа Первез Ашраф был министром водных ресурсов и энергетики Пакистана.
В июне 2012 года Верховный суд Пакистана лишил Юсуфа Гилани права занимать должность премьер-министра посчитав, что Юсуф Раза Гилани незаконно занимает пост главы правительства. Это связано с отказом выполнить выданный ранее запрос суда о раскрытии счёта президента Асифа Али Зардари.

## Деятельность на посту премьер-министра
27 июня 2012 года Верховный суд Пакистана дал новому премьер-министру срок в 2 недели на то, чтобы он обратился к швейцарским властям с требованием возобновить расследование коррупционного скандала с участием президента страны Асифа Али Зардари. К 12 июля Раджа Первез обязан подготовить отчёт о деятельности семьи Зардари в период 1990-х годов, когда Асиф и его покойная жена, бывший премьер-министр Пакистана Беназир Бхутто, подозревались в использовании счетов в швейцарских банках для отмывания 12 миллионов долларов США. Швейцарцы прекратили расследование дела в 2008 году, когда Зардари стал президентом Пакистана.
3 июля 2012 года премьер-министр созвал совещание в Белуджистане, обсуждался вопрос насчёт людей пропавших без вести в этой мятежной провинции. В саммите приняли участие: министр обороны, министр внутренних дел, главный секретарь Белуджистана, генеральный директор пакистанской межведомственной разведки и глава Пограничного корпуса Пакистана.
25 июля 2012 года Верховный суд Пакистана дал Радже Ашрафу новый срок до 8 августа 2012 года для того, чтобы он всё-таки обратился к швейцарским властям с требованием возобновить расследование коррупционного скандала с участием президента страны Асифа Али Зардари.
18 сентября 2012 года Раджа Ашраф обязан явиться в Верховный суд Пакистана из-за игнорирования судебного распоряжения. 8 августа 2012 года Раджа Ашраф был обязан сделать запрос швейцарским властям с требованием возобновить расследование коррупционного скандала с участием Асифа Зардари, однако он этого не сделал.
15 января 2013 года председатель Верховного суда Пакистана Ифтихар Мухаммад Чоудхри выдал ордер на арест Раджи Ашрафа и ещё 15 чиновников. Они обвиняются в расхищении средств выделенных на национальный проект по обеспечению электроэнергией населения Пакистана. На расхищенные деньги из бюджета страны Раджа Первез купил себе недвижимость в Лондоне.
17 марта 2013 года ушёл в отставку с должности премьер-министра, исполняющим обязанности был назначен Мир Хазар Хан Хосо.
16 апреля 2022 года Ашраф был избран без сопротивления 22-м спикером Национального собрания.

## Личная жизнь
Женат, имеет двух сыновей и двух дочерей.